# Limonsón

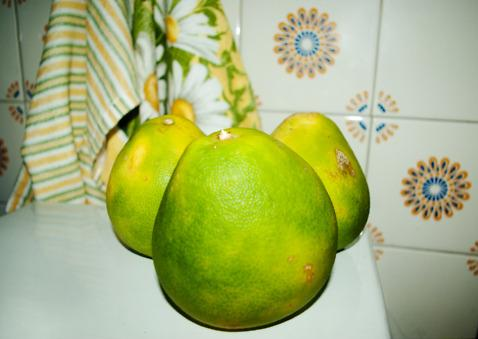
Limonsón

El limonsón es una fruta especial considerada como una combinación o injerto del limón y naranja. El limonsón es el hermano mayor de los hermanos citrus y, sin embargo, la experiencia indica que es el menos popular en algunas regiones del mundo. El limonsón no es limón ni es toronja, es pampelmusa. En el Estado Zulia (Venezuela) es común la realización del dulce de limonsón, hecho tanto con papelón como con azúcar dependiendo del gusto de cada quien.
El limonsón se valora, en general, por su contenido aromático; su cáscara se utiliza rallada finamente en repostería, los frutos, secos y conservados en sal, se emplean en gastronomía, sobre todo para dulces, jugos y remedios caseros.